# 貝爾科維察
貝爾科維察是保加利亞的城鎮，位於該國西北部，距離首府蒙塔納23公里，毗鄰與塞爾維亞接壤的邊境，由蒙塔納州負責管轄，海拔高度371米，2009年人口13,917。

## 友好城市
- 俄羅斯捷爾任斯基[1]
- 塞爾維亞扎耶查尔
- 塞爾維亞季米特洛夫格勒

## 外部連結
- Official website
- Nikola Gruev’s photo gallery of Berkovitsa （页面存档备份，存于）
- Berkovitsa at Domino.bg